# Запис Радошевачки дуд (Ћићевац - град)
Запис Радошевачки дуд (Ћићевац - град) се налази на парцели чији је власник Општина Ћићевац.

## Локација
| Општина             | Ћићевац                                                          |
| Катастарска општина | Ћићевац - град                                                   |
| Потес               | Ћићевац                                                          |
| Координате          | 43° 42′ 38″ С; 21° 26′ 27″ И / 43.710599999999999° С; 21.4407° И |
| Надморска висина    | m                                                                |

## Карактеристике
Дендрометријске вредности утврђене на терену и сателитским снимцима:
| Стабло                     | Дуд |
| Висина стабла              | m   |
| Обим дебла                 | m   |
| Пречник крошње             | 14m |
| Пречник дебла              | m   |
| Висина дебла до прве гране | m   |

## База записа
Запис је у оквиру Викимедија пројекта "Запис - Свето дрво" заведен под редним бројем 0536.